# Mercat Municipal (Malgrat de Mar)
El Mercat Municipal és una obra de Malgrat de Mar (Maresme) inclosa a l'Inventari del Patrimoni Arquitectònic de Catalunya.

## Descripció
És un mercat de petites dimensions on es ven el peix i la carn. S'hi accedeix a través del carrer Bellaire i el carrer Carme, molt a prop de l'ajuntament i de ca n'Esclaper, al centre de la vila. Cal destacar el seu interior amb les parades de marbre i de ferro forjat de principis del segle xx. L'edifici és de planta rectangular de coberta doble, aguantada per columnes de ferro. Amb el temps se li han anat incorporant noves edificacions per tal d'ampliar-lo.